# Spišská Sobota

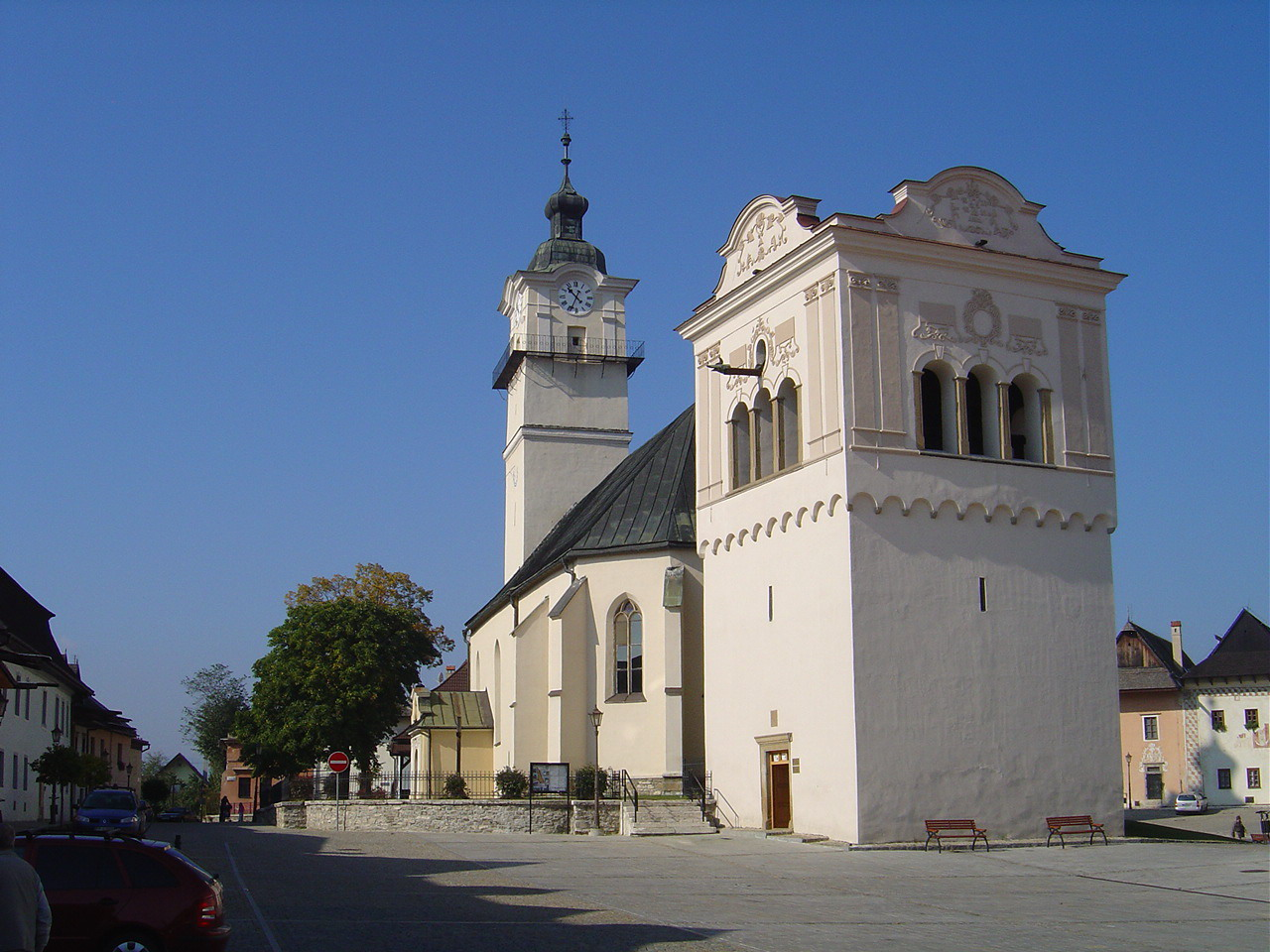
Kirche des Hl. Georg

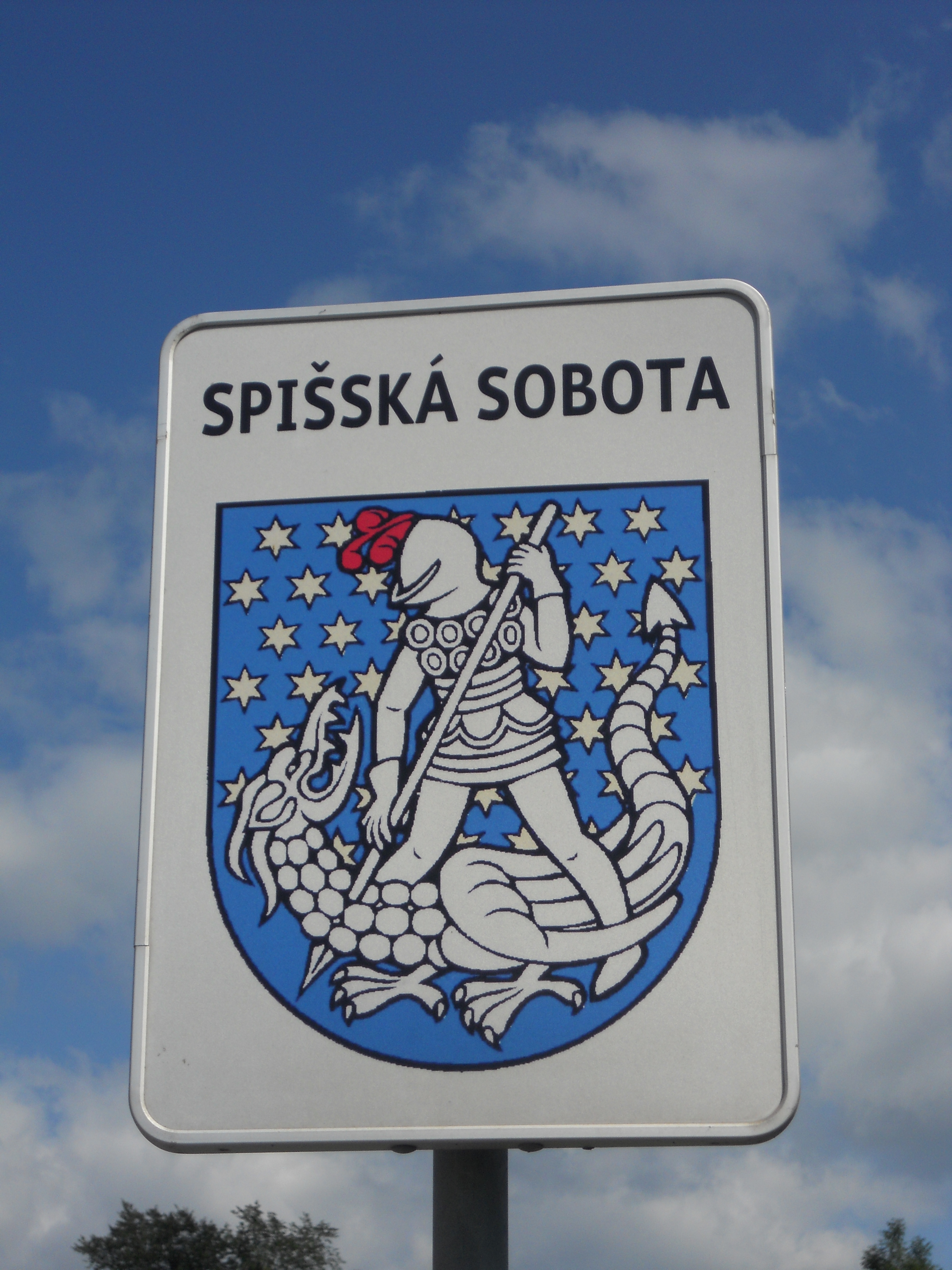
Ortswappen auf einem Straßenschild

Spišská Sobota (polnisch Spiska Sobota, deutsch Georgenberg, ungarisch Szepesszombat – älter auch Szepesszombathely, lateinisch Forum Sabathi oder Mons Sancti Georgii) ist seit 1946 ein Stadtteil von Poprad, Nordslowakei. Es befindet sich 2 km nordöstlich des Stadtzentrums am Fluss Poprad auf der Straße nach Kežmarok und hat etwa 2750 Einwohner (Stand 2009).

## Geschichte
Der Ort wurde zum ersten Mal im Jahr 1256 in einer Urkunde des Béla IV. als Forum Sabbathe erwähnt, existierte aber schon als eine slawische Siedlung und ein Marktzentrum. Der slowakische Ortsname entstand, weil hier der Sonnabend Markttag war. Diese Namensgebung gab es in der Region Zips mehrfach, siehe Spišský Štvrtok. Nach dem Tatareneinfall 1241 wurde der Ort von deutschen Kolonisten (Zipser Sachsen) besiedelt und war eine der bedeutendsten Städte der Zips neben Käsmark und Leutschau. Schon 1271 erhielt der Ort von König Stephan V. die Stadtrechte. (Poprad, Veľká und Stráže wurden erst Anfang des 15. Jahrhunderts als Städte erwähnt.) Im Gegensatz zu den anderen heutigen Stadtteilen Poprads, die im Mittelalter einen eher landwirtschaftlich-handwerklichen Charakter hatten, war Spišská Sobota eine Marktsiedlung mit verschiedenen Handwerken. Die Stadt gehörte zum Bund der 24 Zipser Städte und zur Bruderschaft der 24 königlichen Pfarrer. 1412 wurde die Stadt von Sigismund von Luxemburg mit anderen zwölf Städten an das Königreich Polen verpfändet. Obwohl die Verpfändung nur kurz dauern sollte, kam Spišská Sobota erst 1772 zum Königreich Ungarn zurück, als Folge der ersten Teilung Polens. Von 1778 bis 1876 war die Stadt formal Teil der Provinz der 16 Zipser Städte und danach Teil des Komitats Zips. Seit dem Bau der Kaschau-Oderberger Bahn im Jahr 1871 stellte die wachsende Stadt Poprad eine Konkurrenz dar, die bis 1927 dauerte, als Poprad den Sitz eines Bezirks bekam. Spišská Sobota wurde definitiv 1946 in die Stadt Poprad eingegliedert. Seit 1950 steht das historische Zentrum unter Denkmalschutz (neue Grenze des Schutzgebiets seit 1. Jänner 2002).

## Söhne und Töchter der Stadt
- Gedeon Majunke (1854–1921), Architekt
- Béla von Kehrling (1891–1937), ungarischer Tennisspieler

## Sehenswürdigkeiten

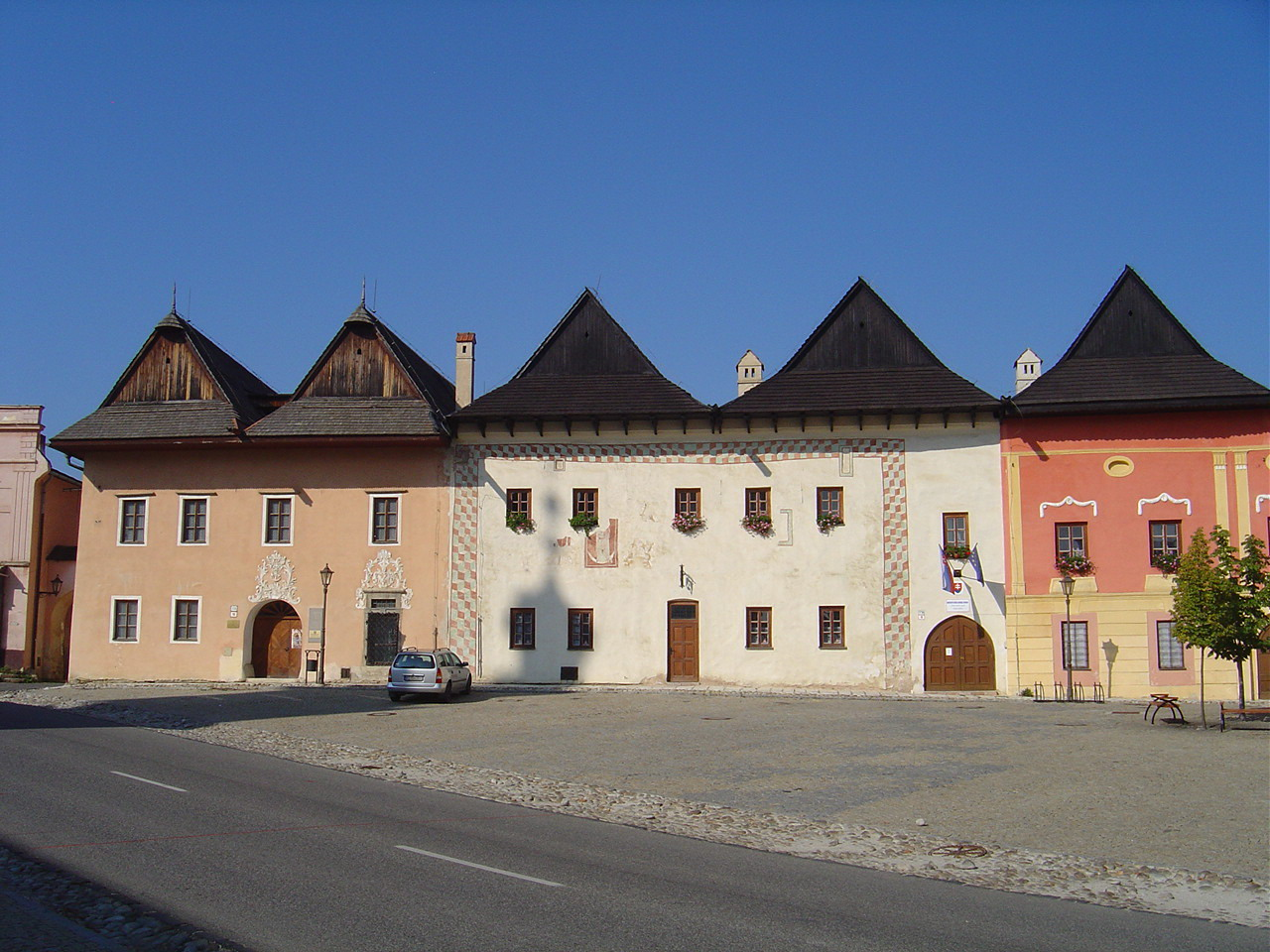
Bürgerhäuser auf dem Marktplatz

- Römisch-katholische Georgskirche aus der Mitte des 13. Jahrhunderts. Die ursprünglich spätromanisch-frühgotische Kirche ist heute im gotischen Stil gestaltet. Die Kirche hat fünf spätgotische Altäre, darunter den Hauptaltar des Hl. Georg, der als Werk des Paul von Leutschau entstand.
- Der Marktplatz (Ring; Sobotské námestie) mit seinen Bürgerhäusern
- Klassizistische evangelische Kirche aus dem Jahr 1777
- Das Matthias-Corvinus-Haus
- Das ehemalige Rathaus